# Коутс
Вижте пояснителната страница за други значения на Коутс.

Остров Коутс (на английски: Coats Island) е 18-ият по големина остров в Канадския арктичен архипелаг. Площта му е 5498 км2, като с тази си територия се нережда на 24-то място в Канада и 107-о в света. Административно принадлежи към канадската територия Нунавут.
Островът се намира в северната част на Хъдсъновия залив, като протоците Еванс и Фишер го отделят на север от големия остров Саутхамптън. Има слабо разчленена брегова линия – 385 км. Дължината му от североизток (нос Пембрук) на югозапад (нос Саутхамптън) е 127 км, а от северозапад на югоизток – 71 км.
Коутс е изграден на север главно от докамбрийски метаморфозирали скали, а на юг от палеозойски утаечни скали (варовици и пясъчници). Релефът е равнинен, като само в най-североизточната част е хълмист с максимална височина 185 м н.в. В югозападната част на острова са пръснати стотици малки езера, а в централната му част има няколко безименни по-големи езера.
Островът презставлява естествен резерват на северни елени. По северното крайбрежие през лятото гнездят голямо количество морски птици, като най-разпространените са късоклюните кайри (около 30 хил. двойки). Има много леговища на моржове.
Островът е необитаем. От 1920 до 1924 г. е имало търговска фактория, в която са живели няколко ескимоски семейства.
Остров Коутс е открит през 1612 г. от експедицията на Томас Батън и Робърт Байлот, но повече от сто години е без име, когато е кръстен на капитан Уилям Коутс – служител на Компанията Хъдсънов залив, който периодично посещава острова за лов на животни с ценни кожи в периода 1727 – 1751 г.
|  | Тази страница частично или изцяло представлява превод на страницата „Котс (остров)“ в Уикипедия на руски. Оригиналният текст, както и този превод, са защитени от Лиценза „Криейтив Комънс – Признание – Споделяне на споделеното“, а за съдържание, създадено преди юни 2009 година – от Лиценза за свободна документация на ГНУ. Прегледайте историята на редакциите на оригиналната страница, както и на преводната страница, за да видите списъка на съавторите. ВАЖНО: Този шаблон се отнася единствено до авторските права върху съдържанието на статията. Добавянето му не отменя изискването да се посочват конкретни източници на твърденията, които да бъдат благонадеждни. |